# Vitalij Dunajcev
Vitalij Vladimirovič Dunajcev (in russo Виталий Владимирович Дунайцев?; Qostanay, 12 aprile 1992) è un pugile russo.

## Palmarès

### Olimpiadi
- 1 medaglia:
  - 1 bronzo (Rio de Janeiro 2016 nei pesi superleggeri)

### Mondiali dilettanti
- 1 medaglia:
  - 1 oro (Doha 2015 nei pesi superleggeri)

### Europei dilettanti
- 1 medaglia:
  - 1 oro (Samokov 2015 nei pesi superleggeri)